# Melanostoma incisum
Melanostoma incisum är en tvåvingeart som beskrevs av Matsumura 1916. Melanostoma incisum ingår i släktet gräsblomflugor, och familjen blomflugor. Inga underarter finns listade i Catalogue of Life.